# Райт-Паттерсон (авіабаза)
Авіаба́за Райт-Паттерсон (англ. Wright-Patterson Air Force Base, (WPAFB) (IATA: FFO, ICAO: KFFO, FAA ідент. місц.: FFO) — діюча військово-повітряна база Повітряних сил США розташована східніше міста Дейтон на території округів штату Огайо Ґрін та Монтгомері. До складу комбінованої авіабази входять аеродроми Райт та Паттерсон, які споконвічно були основою авіабаз Вілбур Райт Філд (англ. Wilbur Wright Field) та Файрфілд Евіейшн Дженерал Саплай Депо (англ. Fairfield Aviation General Supply Depot). Паттерсон-Філд на відстані 16 км північно-східніше Дейтона та Райт-Філд — у 8 км північно-східніше Дейтона

## Зміст
Авіаційна база Райт-Паттерсон була заснована у листопаді 1917 року.

## Дислокація
З 1 липня 1992 року авіабаза Райт-Паттерсон є основною військовою базою Командування матеріального забезпечення ПС, що було створене шляхом реорганізації та злиття двох командувань — Командувань логістики та систем Повітряних сил.
До структури Командування також відносяться ще 8 військово-повітряних баз:
- авіабаза Арнольд, штат Теннессі
- авіабаза Едвардс, штат Каліфорнія
- авіабаза Еглін, штат Флорида
- авіабаза Гансом, штат Массачусетс
- авіабаза Гілл, штат Юта
- авіабаза Кіртланд, штат Нью-Мексико
- авіабаза Робінс, штат Джорджія
- авіабаза Тінкер, штат Оклахома.

Також на території авіабази Райт-Паттерсон дислокуються наступні формування та установи:
- 88-е крило аеродромного забезпечення[en];
- Центр управління життєвим циклом[en];
- Дослідницька лабораторія[en];
- Технологічний інститут[en];
- Національний аерокосмічний розвідувальний центр[en];
- Національний музей ПС США;
- 445-те авіакрило перевезень[en].

## Галерея

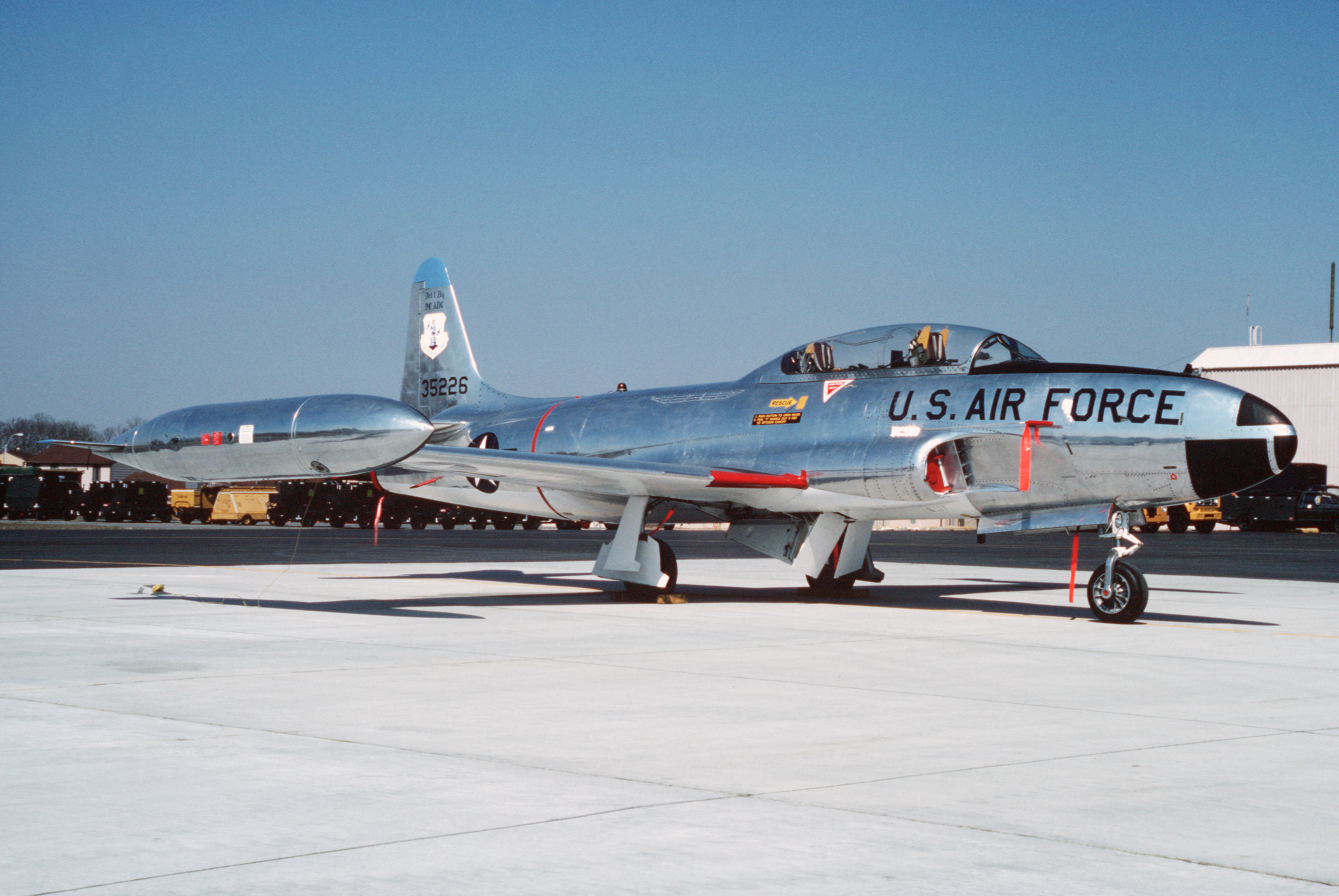
Тренувальний літак T-33A на аеродромі Райт-Паттерсон. 1987
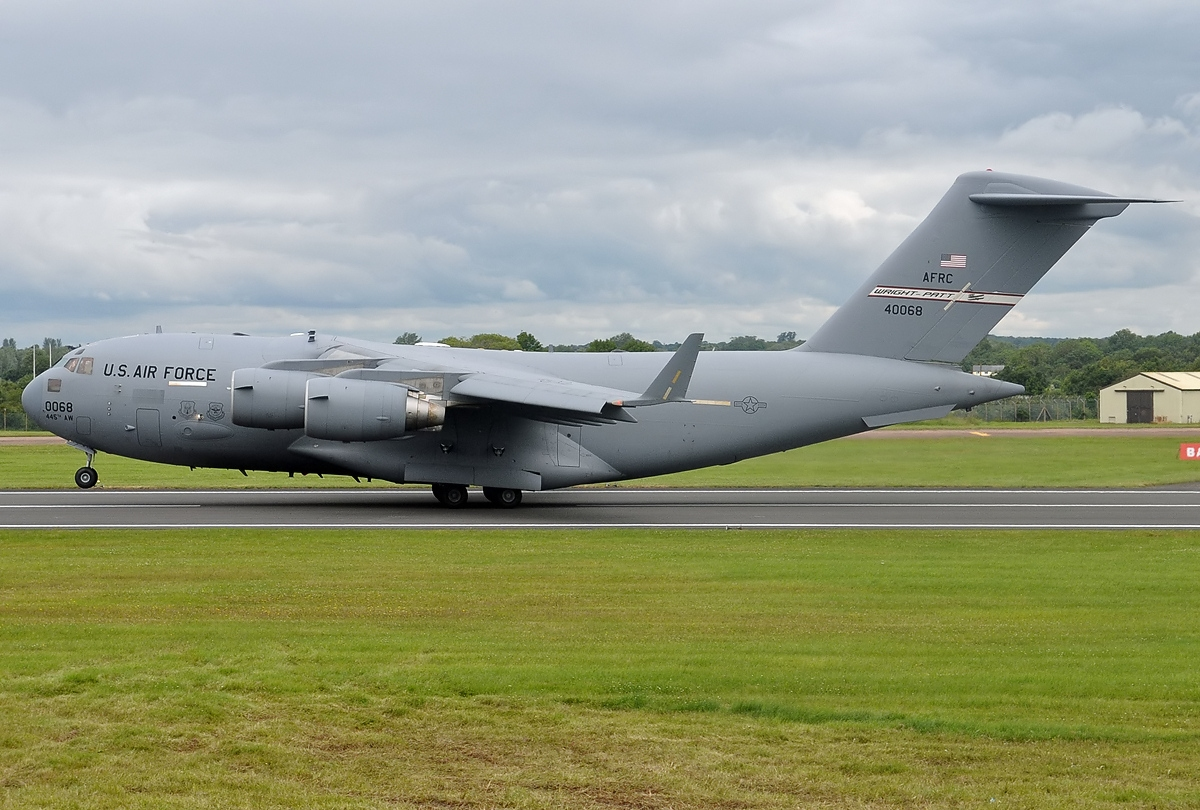
Зліт військово-транспортного літака C-17A «Глоубмастер ІІІ» з авіабази. 2012
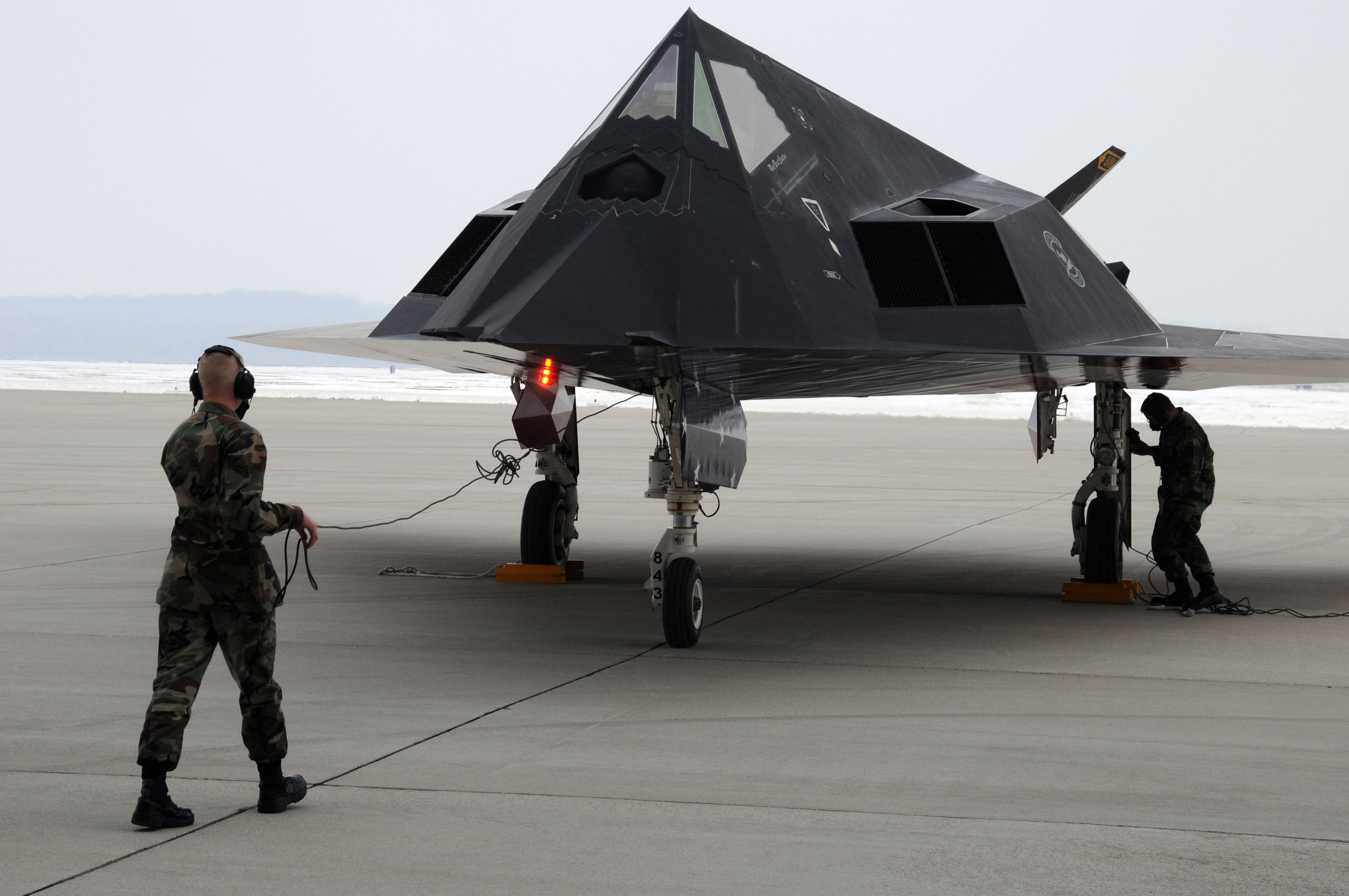
Тактичний малопомітний ударний літак F-117 «Найт Хок». 2008
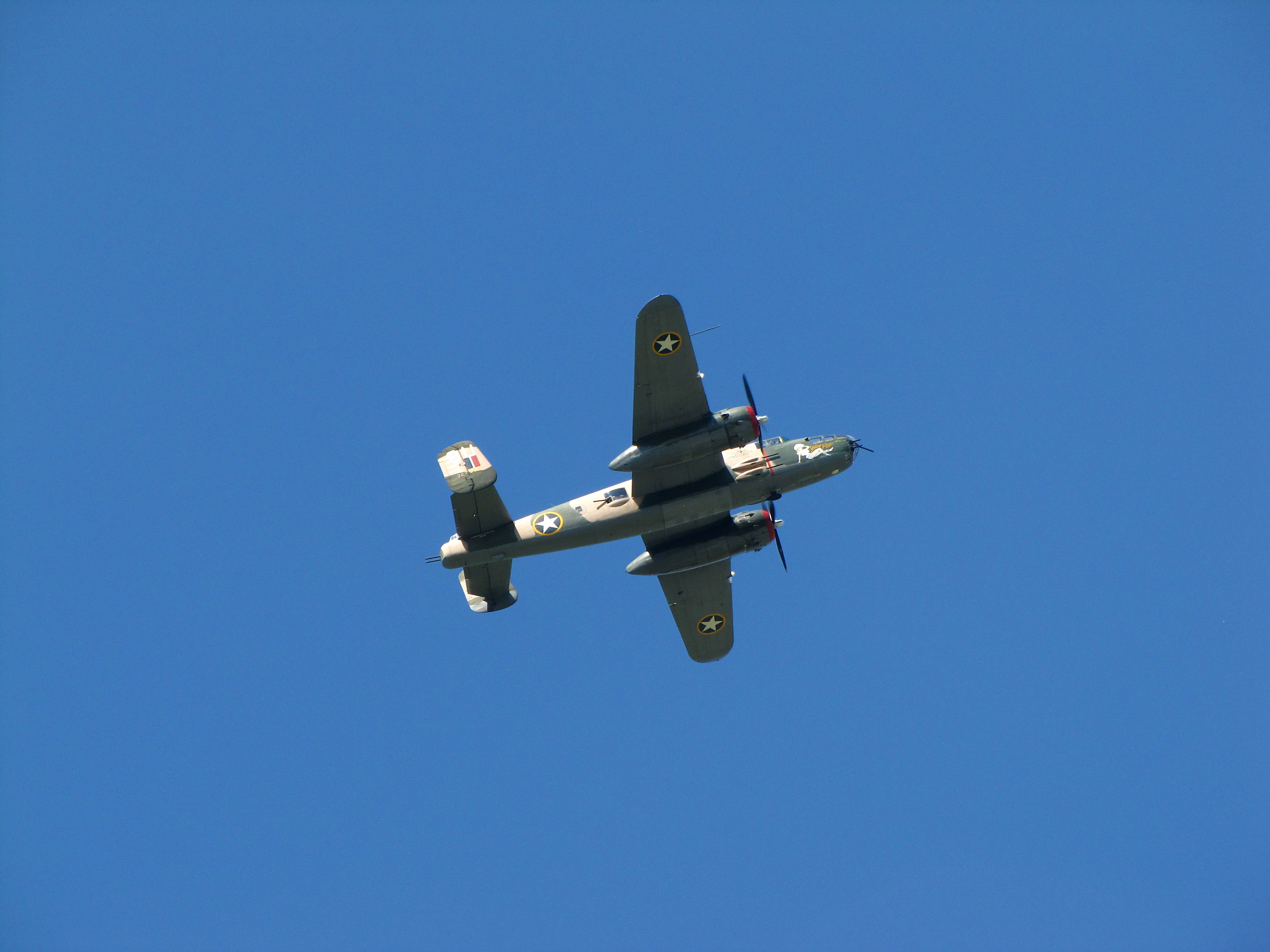
Бомбардувальник середнього радіусу дії B-25 «Мітчелл». 2012
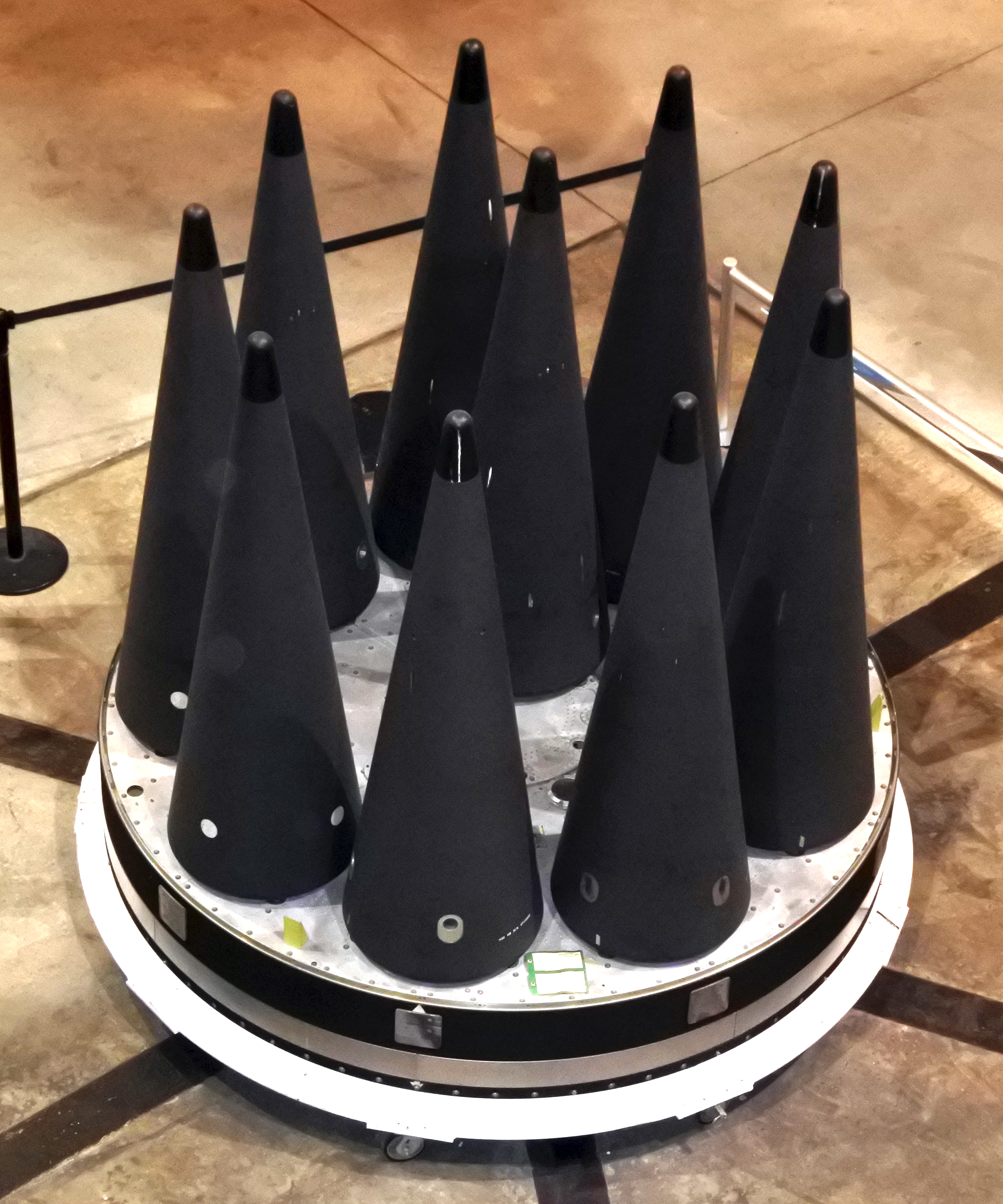
Боєголовки LGM-118 Peacekeeper в Національному музеї ПС. 2016
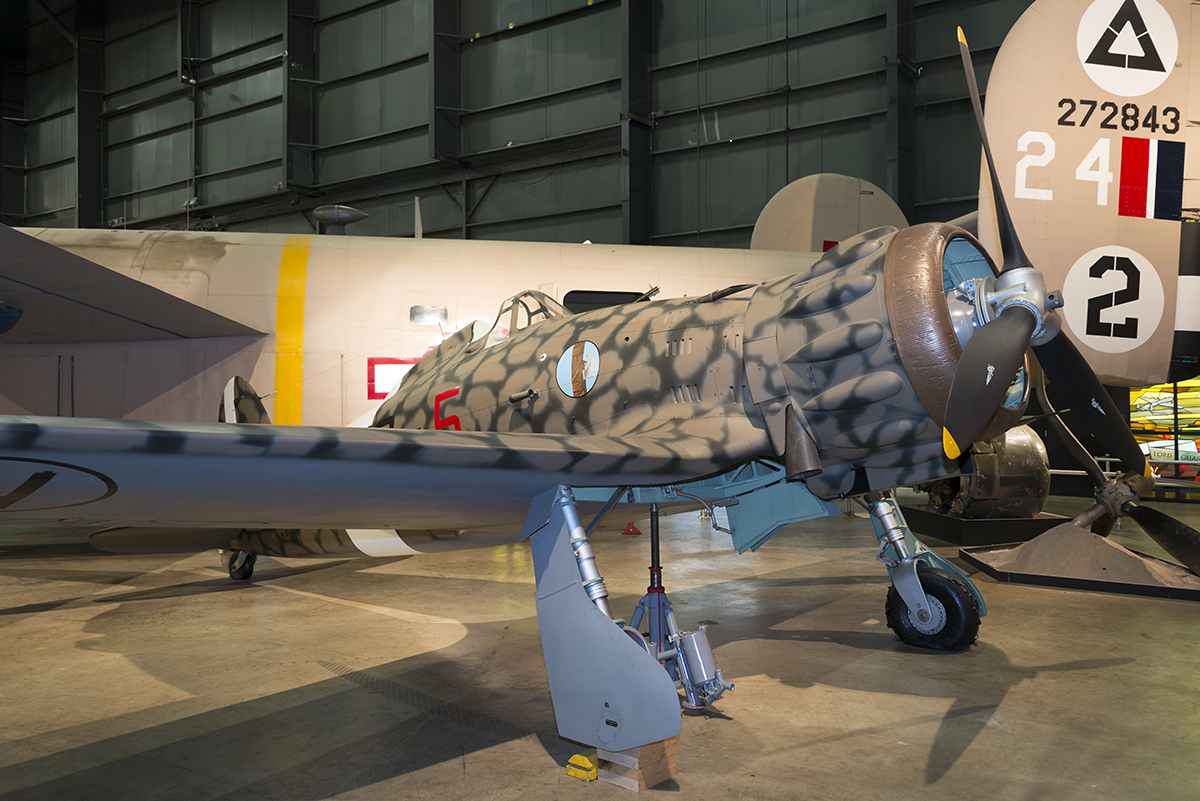
Трофейний італійський винищувач часів Другої світової війни Saetta200 в Національному музеї ПС
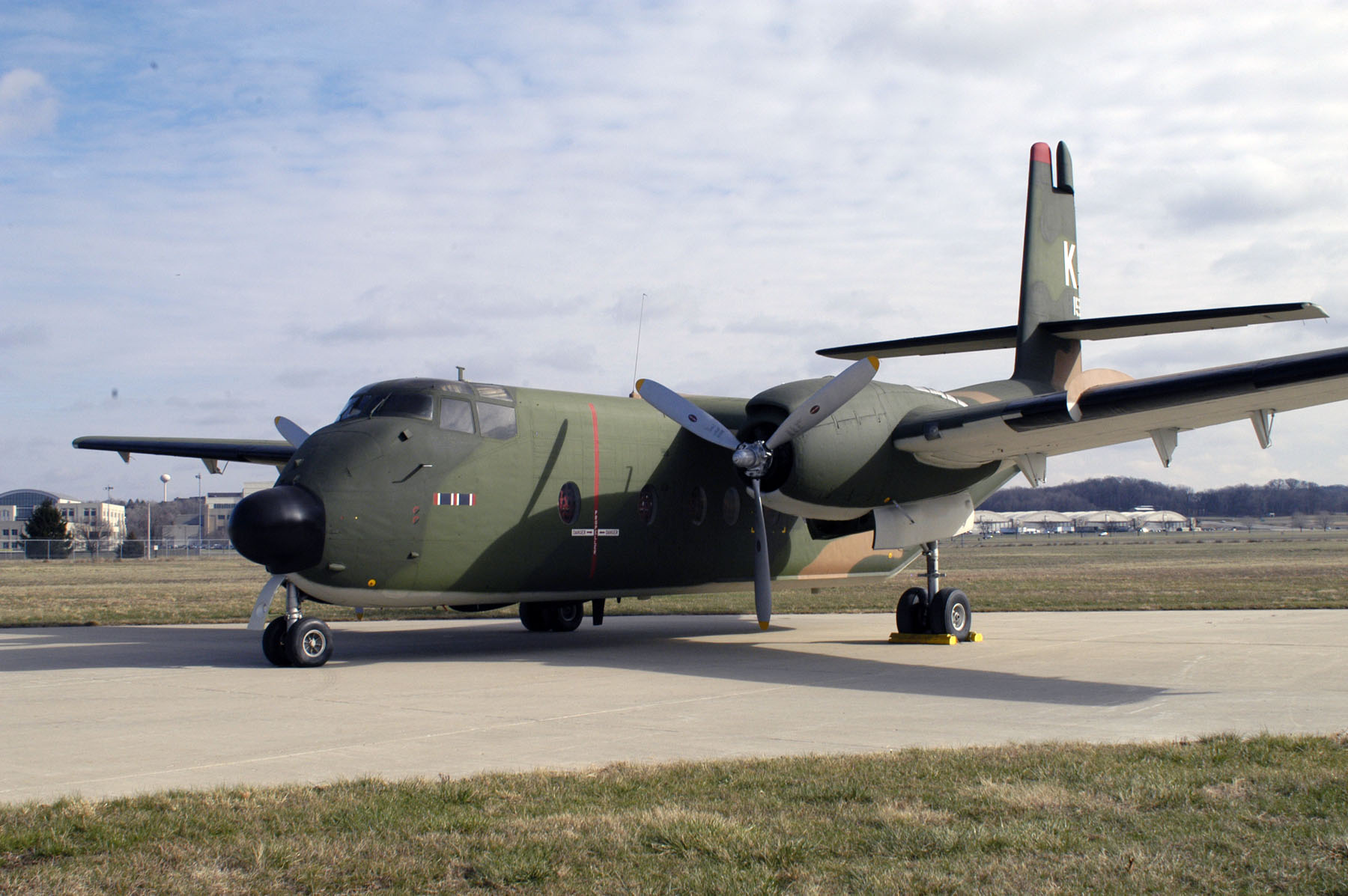
De Havilland C-7A Caribou в Національному музеї ПС
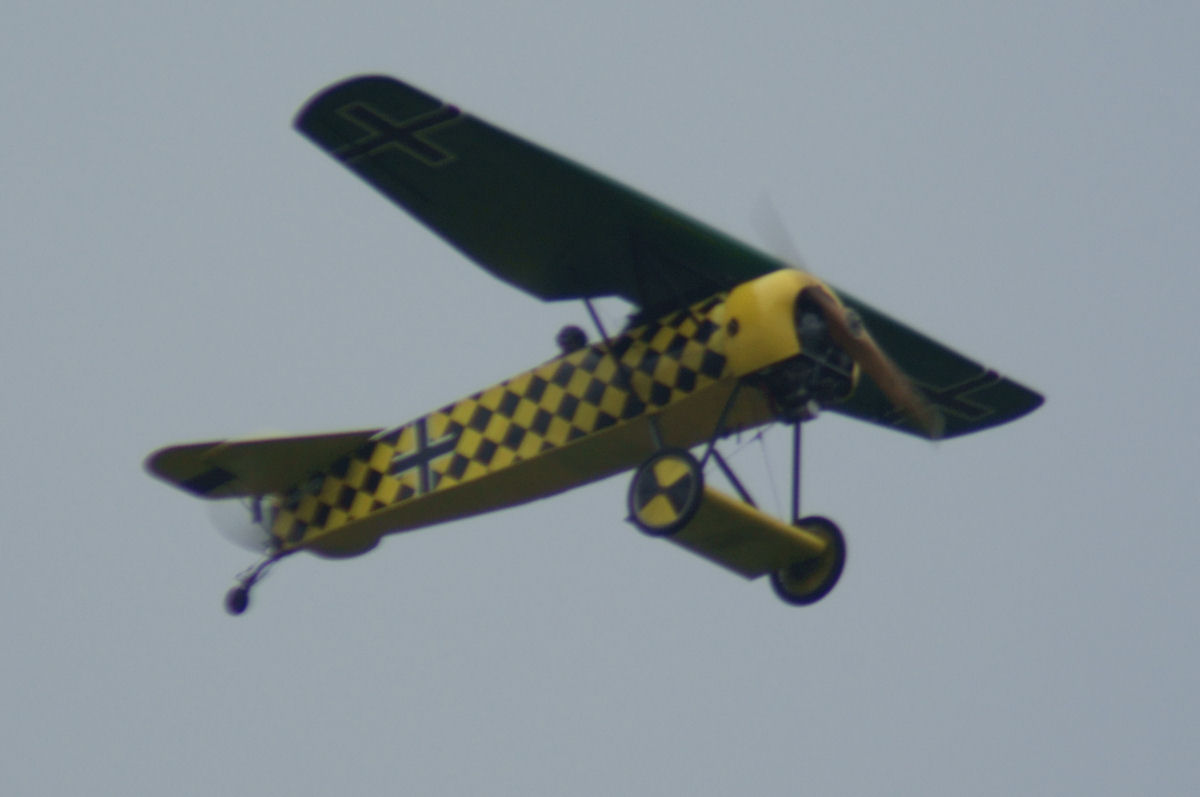
Демонстраційний політ німецького винищувача Fokker D.VIII часів Першої світової війни на авіашоу на базі. 2009
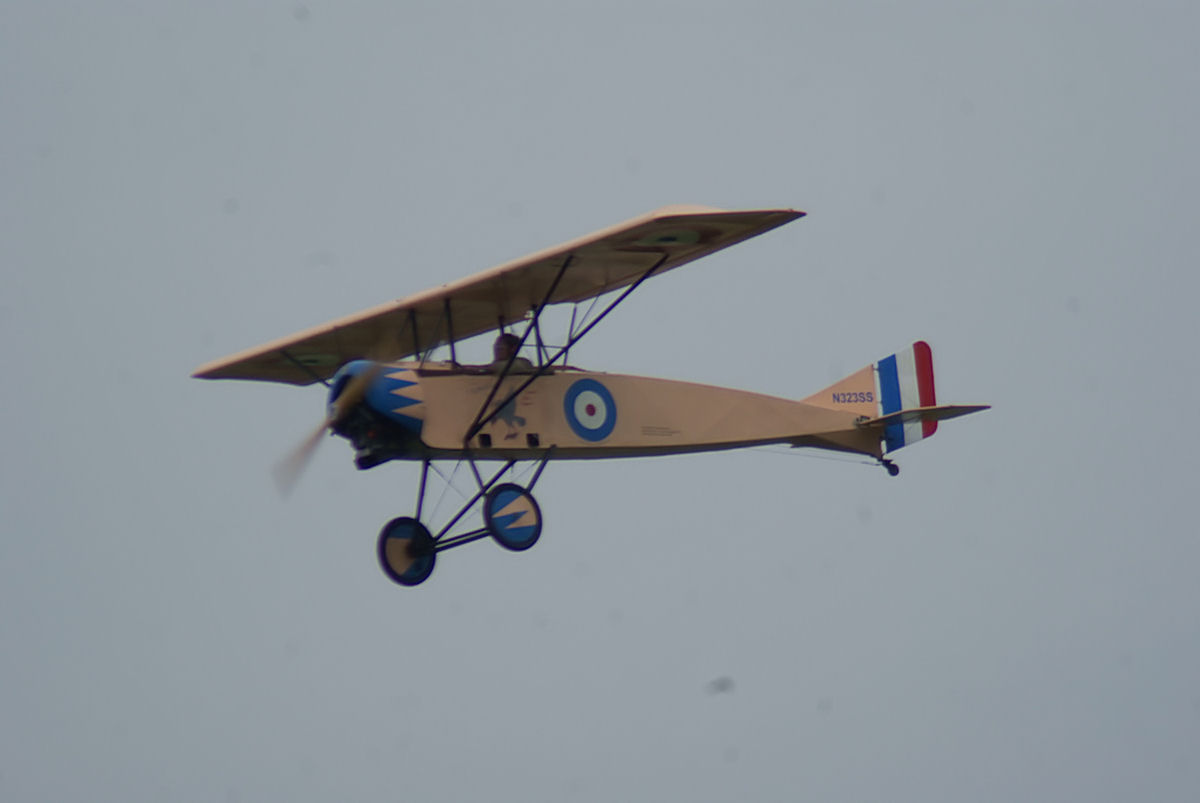
Демонстраційний політ французького літака-парасоля Morane-Saulnier L часів Першої світової війни на авіашоу на базі. 2009